# Hugo och Josefin (film)
Hugo och Josefin är en svensk dramafilm som hade biopremiär i Sverige den 16 december 1967, regisserad av Kjell Grede. Filmen är löst baserad på Maria Gripes tre böcker om barnen Hugo och Josefin. Titelrollerna spelas av Fredrik Becklén och Marie Öhman. Bland andra medverkande märks Beppe Wolgers, Helena Brodin och Inga Landgré. 

## Handling
Filmen handlar om en flicka (Josefin) som är dotter till en präst och bor på landet. Josefin har inga vänner, men en dag möter hon Hugo, som är systerson till trädgårdsmästare Gudmarson. Tillsammans med honom och Gudmarson (Beppe Wolgers) upplever hon en fantastisk sommar.

## Om filmen
Filmen är till största delen inspelad i Kårsta mellan juni och september 1967. Den har visats vid ett flertal tillfällen på SVT, bland annat 1999, 2001, 2010, 2017, i mars 2019 och i augusti 2025. 

## Rollista
- Fredrik Becklén – Hugo Andersson
- Marie Öhman – Josefin (Jenny Grå)
- Beppe Wolgers – Gudmarson, trädgårdsmästare, Hugos morbror
- Inga Landgré – Josefins mor
- Helena Brodin – fröken Ingrid Sund, lärarinnan
- Bellan Roos – Lyra, den ensamma tanten på cykel
- Karl Carlsson – Karl Carlsson
- Tord Stål – Josefins far (röst)